# Melanagromyza tamia
Melanagromyza tamia är en tvåvingeart som beskrevs av Axel Leonard Melander 1913. Melanagromyza tamia ingår i släktet Melanagromyza och familjen minerarflugor.
Artens utbredningsområde är Washington. Inga underarter finns listade i Catalogue of Life.